# Definitive Collection (Europe)
Definitive Collection è il secondo greatest hits della band hard rock svedese Europe pubblicato in doppio CD il 30 aprile 1997.

## Lista delle tracce

### CD 1
1. The Final Countdown (Tempest)
2. Rock the Night (Tempest)
3. Carrie (Tempest, Michaeli)
4. Cherokee (Tempest)
5. Time Has Come (Tempest)
6. Heart of Stone (Tempest)
7. Love Chaser (Tempest)
8. On Broken Wings (Tempest)
9. Superstitious (Tempest)
10. Open Your Heart (original version) (Tempest)
11. Let the Good Times Rock (Tempest)
12. Sign of the Times (Tempest)
13. Tomorrow (Tempest)
14. Prisoners in Paradise (Tempest)
15. I'll Cry for You (Tempest, Graham)
16. Halfway to Heaven (Tempest, Vallance)
17. Break Free (Tempest, Marcello) - Single B-Side
18. Sweet Love Child (Tempest, Marcello, Michaeli)

### CD 2
1. In the Future to Come (Tempest)
2. Seven Doors Hotel (original version) (Tempest)
3. Stormwind (Tempest)
4. Scream of Anger (Tempest, Jacob)
5. Dreamer (Tempest)

## Formazione
- Joey Tempest - voce (tutte le tracce); tastiere (in tutte le tracce del CD 2 e in Open Your Heart)
- John Norum - chitarre (tracce 1-8 del CD 1 e in tutte le tracce del CD 2)
- Kee Marcello - chitarre (tracce 9-18 del CD 1, ad eccezione di Open Your Heart)
- John Levén - basso (tutte le tracce)
- Mic Michaeli - tastiere (in tutte le tracce del CD 1, ad eccezione di Open Your Heart)
- Ian Haugland - batteria (in tutte le tracce del CD 1, ad eccezione di Open Your Heart)
- Tony Reno - batteria (in tutte le tracce del CD 2 e in Open Your Heart)